# Datsakorn Thonglao
Datsakorn Thonglao ou ดัสกร ทองเหลา en thaï, né le 30 décembre 1983 à Nong Bua Lamphu, est un footballeur thaïlandais. 

## Palmarès

### En club
- BEC Tero Sasana :
  - Champion de Thaïlande en 2000 et 2002.

- Muangthong United :
  - Champion de Thaïlande en 2010.

## Statistiques

### Buts en sélection
Le tableau suivant liste les résultats de tous les buts inscrits par Sutee Suksomkit avec l'équipe de Thaïlande.